# 백마초등학교
백마초등학교(白馬初等學校)는 대한민국 경기도 고양시 일산동구에 있는 공립 초등학교이고, 1946년 9월 1일, 경기고양일산공립국민학교 백석분교로 처음 개교되었다.

## 학교 연혁
- 1946년 9월 1일 일산공립국민학교 백석분교 설치
- 1952년 10월 17일 초대 교장 백영기 부임
- 1952년 10월 27일 백마국민학교 개교
- 1953년 3월 21일 제1회 졸업식(졸업생 60명)
- 1982년 9월 1일 장항분교장 개설
- 1983년 3월 1일 특수학급(1학급) 개설
- 1986년 3월 10일 병설유치원(1학급) 개설
- 2009년 9월 1일 제16대 양희춘 교장 취임
- 2011년 2월 28일 백마초등학교 장항분교장 폐교
- 2015년 2월 12일 제63회 졸업식
- 2015년 3월 1일 제17대 원순자 교장 취임
- 2016년 3월 1일 초등 29, 특수 2, 유치원 3학급 편성
- 2020년 1월 7일 제68회 졸업식

## 참고 자료
- 백마초등학교 - 한국교육학술정보원 학교알리미